# مطار موان الدولي
مطار موان الدولي (إياتا: MWX، إيكاو: RKJB) هو مطارٌ دوليٌ في محافظة موان، بمقاطعة جولا الجنوبية، كوريا الجنوبية. بدأ بناء المطار في عام 1997، وافتُتح في 9 نوفمبر 2007. يخدم المطار محافظة جولا الجنوبية، وخاصة مدن جوانججو، وموكبو، وناجو. وقد حل محل مطار موكبو القريب، ومن المتوقع أن يحل محل مطار جوانججو القريب أيضًا.[بحاجة لمصدر] في عام 2018، استخدم المطار 543,247 مسافرًا. يُدار المطار من قبل شركة مطارات كوريا.

## شركات الطيران والوجهات
| شركـات طيـران            | الوجهات |
| ------------------------ | --- |
| خطوط العاصمة بكين الجوية | مطار هوانغشان تونشي الدولي |
| Cambodia Airways         | Siem Reap |
| China United Airlines    | مطار اوردوس إيجين هورو |
| Hunnu Air                | مطار جنكيز خان الدولي الجديد[بحاجة لمصدر] |
| Jeju Air                 | مطار سوفارنابومي الدولي، مطار جيجو الدولي, مطار كوتا كينابالو الدولي, Nagasaki, مطار تايوان تاويوان الدولي, مطار يانجي تشاويانغتشوان, مطار تشانغجياجيه هيهوا |
| Jin Air                  | مطار جيجو الدولي, مطار كانساي الدولي, مطار تايوان تاويوان الدولي, مطار ناريتا الدولي, مطار جنكيز خان الدولي الجديد                                           |
| طيران لاوس               | Charter: مطار لوانغ برابانغ الدولي |
| طيران لونج               | مطار هانغتشو شياوشان الدولي[بحاجة لمصدر] |
| خطوط لاكي الجوية         | مطار ليجيانغ ساني الدولي |
| خطوط سيتشوان الجوية      | مطار تشانغجياجيه هيهوا |
| خطوط فيت جيت             | مطار دا نانغ الدولي |
| الخطوط الجوية الفيتنامية | Charter: مطار دا نانغ الدولي,[بحاجة لمصدر] مطار نوي باي الدولي,[بحاجة لمصدر] مطار كام رانه الدولي[بحاجة لمصدر]                                               |

## الحوادث والوقائع

### رحلة طيران جيجو رقم 2216
في 29 ديسمبر 2024، تحطمت طائرة بوينج 737-800 التابعة لشركة طيران جيجو الرحلة 2216 أثناء هبوط اضطراري في المطار بعد فشل نشر معدات الهبوط الرئيسية للطائرة. بعد انزلاقها على طول المدرج، انتهى بها الأمر إلى الاصطدام بحاجز خرساني في نهاية المدرج، واشتعلت فيها النيران. من بين 181 شخصًا كانوا على متن الطائرة، تم تأكيد وفاة 179 شخصًا. تم إنقاذ اثنين من الناجين، وكلاهما من مضيفات الطيران، من مؤخرة الطائرة وكانا في وعيهما، على الرغم من إصابتهما بإصابات خطيرة.

## روابط خارجية
- مطار موان (بالكورية)
- مطار موان (الإنجليزية)